# Association of Jesuit University Presses
L'Association of Jesuit University Presses (AJUP) è un'associazione che riunisce le case editrici accademiche delle università del Nord America che aderiscono all'Association of Jesuit Colleges and Universities, un consorzio di 28 college, università e due centri teologici gestiti dall'ordine gesuita.
L'AJUP è composta da dieci membri fondatori, che si incontrano almeno una volta all'anno per discutere problemi quali lestrategie pubblicitarie comuni per la promozione dei testi religiosi e delle riviste accademiche. Il presidente emerito è padre Richard W. Rousseau, S.J.

## Simbolo
Il simbolo dell'AJUP ritrae due lupi davanti a un bollitore. Per quanto riguarda i due animali, l'immagine era originariamente scolpita nell'ingresso del maniero della famiglia Loyola a Gipuzkoa, nella regione basca della Spagna.

## Membri
A seguito della chiusura dell'University of Scranton Press nel 2010, sono rimasti attivi i seguenti membri:
- College Press;
- Creighton University Press;
- Fordham University Press;
- Georgetown University Press;
- Loyola New Orleans Press;
- Marquette University Press;
- Rockhurst University Press;
- Saint Joseph's University Press;
- Saint Louis University Press;
- University of San Francisco Press.

La Georgetown University Press e la Fordham University Press sono le due case editrici cha hanno il maggior numero di titoli pubblicati.